# メルボルン・ユナイテッド
メルボルン・ユナイテッド（Melbourne United）は、オーストラリアのNBLに所属するプロバスケットボールチームである。本拠地はメルボルンのハイセンス・アリーナと州立ネットボール&ホッケーセンター。

## 歴史
1984年、メルボルン・タイガース（Melbourne Tigers）として発足し、NBLに参入。
1992-93シーズンには初優勝を果たし、1996-97、2005-06もリーグ制覇。
2007-08シーズンは2シーズンぶりに覇権を奪回した。
2014年、メルボルン・ユナイテッドに改名。

## 主な歴代所属選手
- クリス・アンスティ
- ラナード・コープランド
- マーク・ブラッケ
- ジョーダン・マクレー
- ラシャード・タッカー
- パティ・ミルズ
- ジョック・ランデール
- 馬場雄大
- マシュー・デラベドバ
- ショーン・ロング